# A Warm Welcome
A Warm Welcome è un cortometraggio muto del 1913. La regia non è firmata.

## Produzione
Il film fu prodotto dalla Majestic Motion Picture Company.

## Distribuzione
Distribuito dalla Mutual, il film - un cortometraggio in una bobina - uscì nelle sale cinematografiche statunitensi il 25 novembre 1913.